# Medicina legale

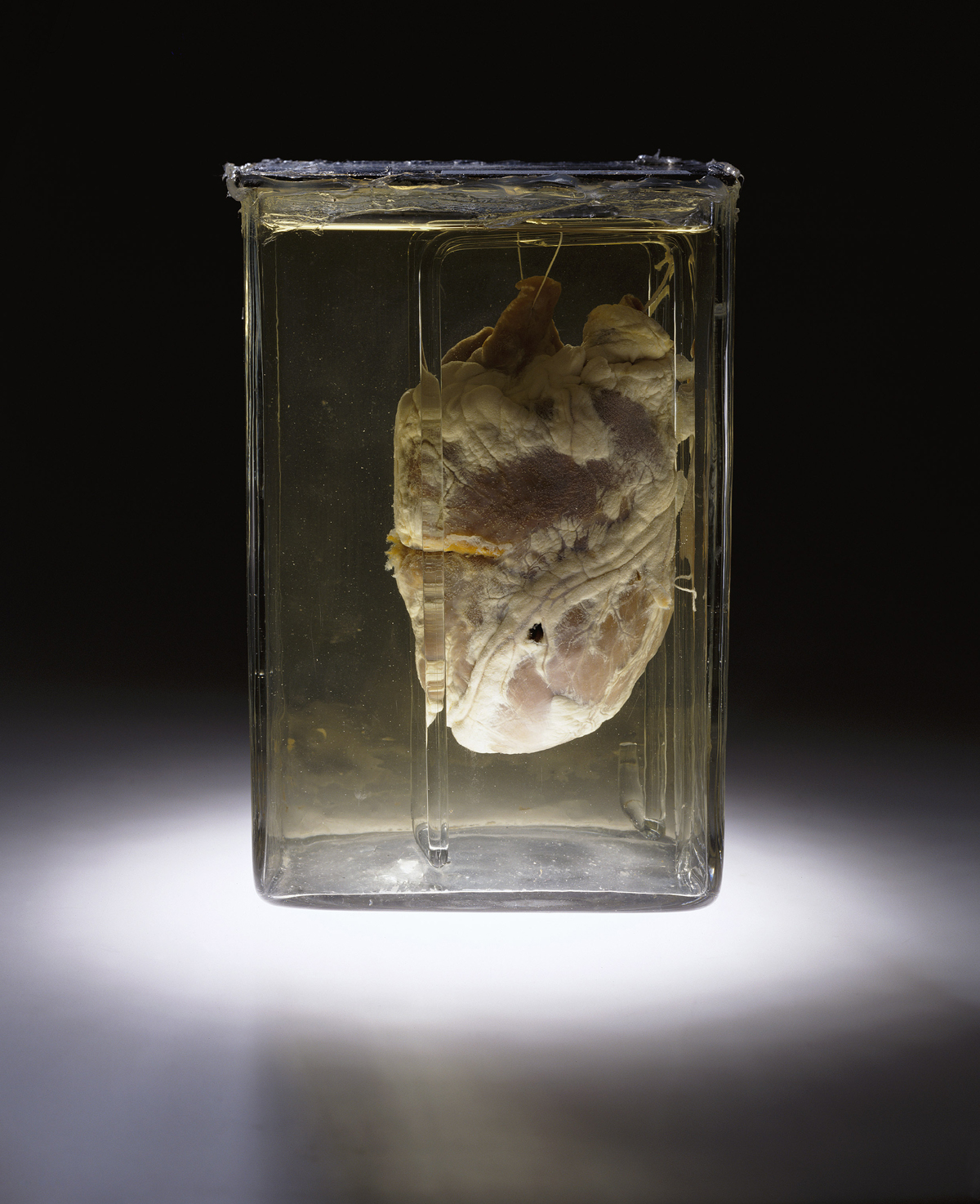
Cuore di un giovane ucciso da un proiettile, conservato in formalina per motivi di studio.

La medicina legale si occupa dei rapporti tra la medicina e la legge; insieme alla medicina sociale fa parte della medicina pubblica.
Si suddivide in medicina giuridica, che si occupa dell'evoluzione del diritto, dell'interpretazione delle norme e della loro applicabilità dal punto di vista medico e in medicina forense, che utilizza la medicina al fine di accertamento di singoli casi di interesse giudiziario.

## Storia

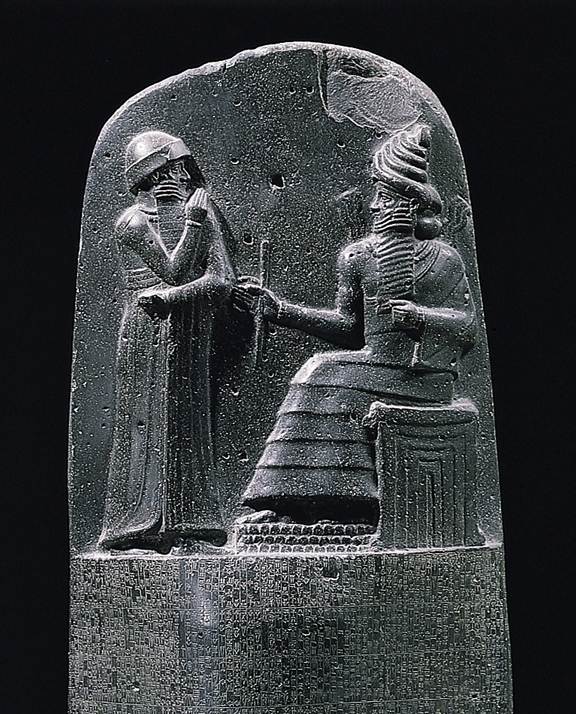
Il Codice di Hammurabi, una delle più antiche raccolte di leggi finora rinvenute.

La medicina legale ha seguito il processo evolutivo delle conoscenze mediche e, con il formarsi di stati organizzati dotati di leggi e norme, questi attinsero alla medicina per trarre nozioni utili per la loro legislazione.
Prime tracce di medicina legale si riscontrano a partire dal 2700 a.C. in Egitto. In Mesopotamia il codice di leggi dei Sumeri (2500-1950) prevedeva risarcimenti in caso di lesioni personali. Celebre il babilonese Codice di Hammurabi (1792-1750 a.C., secondo la cronologia media), che affermava tra l'altro il principio della responsabilità professionale in caso di morte o lesione; ad esempio vi si legge, nel paragrafo 218, che Se un medico ha eseguito un difficile intervento col coltello di bronzo e ha provocato la morte del soggetto gli si tagli la mano. Presso gli Ebrei, sia nelle leggi di Mosè sia in quelle successive del Talmud, si riscontravano nozioni medico-legali e severe leggi in tema di igiene pubblica. Nell'antica Grecia, dominata dalla figura di Ippocrate, nascono i principi di Etica medica e di Deontologia.

## L'epoca romana
La civiltà romana dell'epoca regia e imperiale, propensa com'era a stabilire leggi e a regolare, in base a testi legali, l'andamento dei suoi cittadini, accettò queste usanze e ne creò delle nuove; così furono stabilite regole ben precise che dovevano essere osservate nella elezione dei pontefici, allo scopo di stabilire se essi fossero idonei al loro ufficio.
Come è naturale, le questioni medico-legali vennero occasionate particolarmente dai casi di morte sospetta di veneficio, dalle questioni concernenti il parto, la gravidanza, la verginità, da quesiti insomma che richiedevano, per essere risolti, una conoscenza di anatomia, di fisiologia e di patologia, quale essa potesse essere rispetto ai tempi. Roma, più delle altre civiltà, cosciente del valore delle leggi, pretese che alla conoscenza delle questioni legali e del procedimento secondo il diritto civile e penale, fosse unita la conoscenza delle questioni mediche.
Per essere più esatti, se non si ebbe nella medicina romana una specializzazione vera e propria di medicina legale, nelle leggi romane furono numerosi gli argomenti che richiedevano conoscenze mediche.

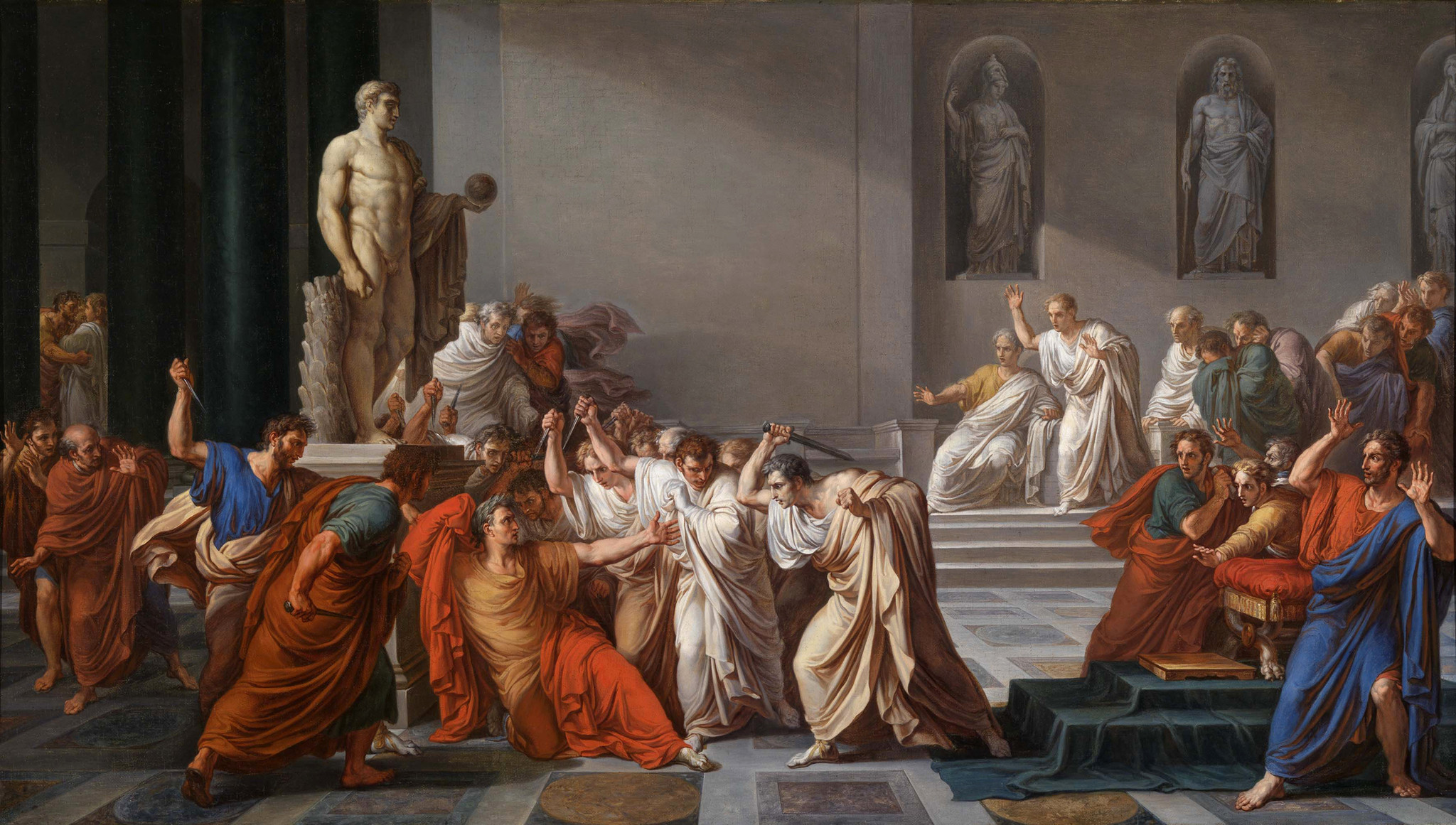
L'assassinio di Cesare fu uno degli eventi più importanti della storia romana.

Malgrado tanto discernimento di giudizio, non si può parlare di una medicina legale romana in senso dottrinario, perché, così agendo, Roma non faceva conto dei medici (che ancora non aveva) in tema legale, ma faceva rientrare i legali in questioni sanitarie pubbliche. È naturale che, in questo modo, medicina legale e polizia medica venivano spesso a integrarsi a vicenda, poiché anche quest'ultima rientrava nell'ordine della legge. Molti argomenti sono stati prima accennati: tali per esempio le leggi che riguardavano le donne gravide e quelle che riguardavano le puerpere, oppure l'intervento del parto cesareo, considerato nella legge di Numa Pompilio De inferendo mortuo, o ancora la legittimità del parto avvenuta dopo la morte del padre, determinata secondo il testo di una legge dei decemviri. La decisione della vitalità del feto, nelle cause d'aborto e la punizione di esso erano contemplate nella legge Cornelia. Questa stessa legge decretava la pena capitale per coloro che sostituissero il neonato e prescriveva una prova per accertare la gravidanza. Gli accertamenti praticati per gli stati di gravidanza erano eseguiti da donne (le obstetricae) e avevano somma importanza per gli aspetti legali in caso di controversie civili, come lo scioglimento di matrimonio.
Particolare importanza aveva il giudizio medico nei sospetti di avvelenamento. Tuttavia la perizia per giudicare delle possibilità di veneficio era quanto mai rudimentale e ingenua: ad esempio, uno dei maggiori elementi di giudizio era fondato sulla convinzione che il cuore dei morti avvelenati non bruciasse nelle fiamme del rogo. La legge Aquilia, invece, stabiliva le modalità per decidere la consapevolezza dell'assassinio, richiedendo esclusivamente al medico se la morte del ferito poteva attribuirsi a causa indipendentemente dalla ferita o se questa ne era stata la ragione unica. Un esempio di referto medico legale passato alla storia fu quello del medico Antistio il quale, esaminando il cadavere di Cesare crivellato da molteplici ferite, stabilì che di tutte una sola era stata mortale.
Gli argomenti legali interessanti la medicina erano costituiti dalla perizia di lesioni per mutilazioni praticate talora per sfuggire all'obbligo militare. Le perizie mediche in tempi più progrediti non si limitarono solo ai danni prodotti nella persona, ma si estesero persino ai danni psichici che eventualmente avesse potuto ricevere la vittima.

### Galeno
Estesi erano dunque gli argomenti medici contemplati nelle leggi romane, ma con tutto ciò non sorse il bisogno di costituire una speciale branca di medicina forense che prendesse in considerazione, come una specialità medica propriamente detta, questo complesso di cognizioni e di richieste da parte dei testi legali. Galeno fu il primo ad avere, nella sua molteplice produzione, qualche allusione a quesiti di medicina forense. Sparsi nelle sue varie opere, sono richiami frequenti ad argomenti di giudizio legale: per esempio, nei libri De formatione foetus e De partu septimestri vengono discusse questioni sulla vitalità del feto e sulla sua "animazione" nella vita intrauterina. Porta ancora l'appellativo di "galenica" la docimasia idrostatica polmonare per constatare, in sospetto d'infanticidio, se il feto aveva o no respirato. Un altro scritto, di cui si conserva solamente una versione araba, si occupa delle morti vere o apparenti; esso reca il titolo De prohibenda sepoltura in incerto morborum seu mortis dubiae genere.

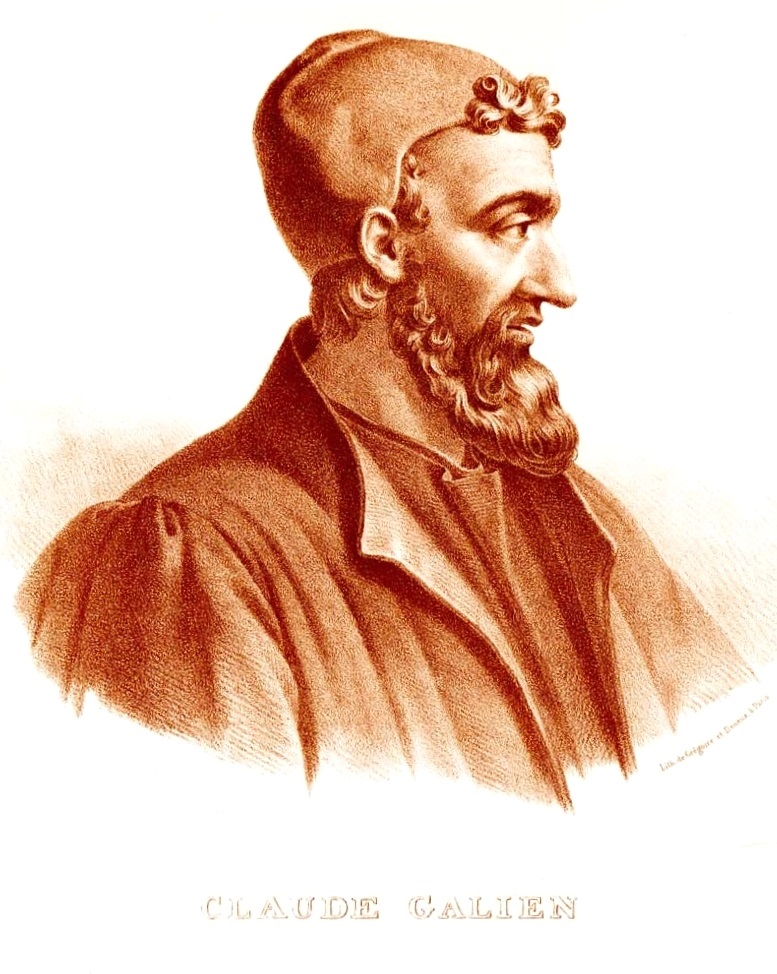
Galeno di Pergamo.

A Galeno è attribuito il primo libro di materia medico-legale, sia pure limitato a un solo argomento: il De quomodo morborum simulantes sint deprehendendi. Esso tratta, come annuncia il titolo, delle simulazioni delle malattie, o patomimia. Questa eventualità avveravasi in caso di schiavi che simulavano malattie inesistenti per esimersi da uffici gravosi. "Per molte ragioni gli uomini simulano di essere malati", dice il grande medico di Pergamo, "Sembra dunque lecito che il medico sia in grado di scoprire il vero in tutti i casi simili. E gli ignoranti credono che a lui non sia possibile poter distinguere quelli che simulano da coloro che dicono la verità".
Su questo tema egli continua nello studio dei mali simulati, prendendo in esame le forme flemmonose, le infiammazioni cutanee, le forme erisipelatose, ma in particolar modo le emottisi, mettendo in evidenza la possibilità che qualcuno possiede di sputare sangue, richiamando questo da parti prossime alla bocca, senza essere affatto malato di polmoni. In tal modo Galeno ebbe agio di dimostrare la sua perizia e l'acume della sua osservazione anche in un campo che, fino allora, poteva esser detto vergine, ponendosi a capolista di una serie di futuri osservatori e scrittori. Galeno fu il primo a fare un tentativo di riunire le notizie che possono concernere la medicina legale, riguardo alla simulazione delle malattie. Notizie sparse di medicina legale si trovano anche nel Medioevo, ma siamo ancora ben lontani dal poter parlare di un corpus di questa disciplina. Spesso i medici e le ostetriche venivano chiamati a decidere in merito a casi dubbi, dove il giudizio dei giudici non poteva arrivare, per una equa amministrazione di giustizia. Ma era sempre il parere di un artefice che era richiesto, quasi quello di un fabbro o di un falegname.

## Il Medioevo
Pur non essendo un'opera specializzata allo scopo, i primi documenti medievali aventi contenuti di rilevanza medico-legale sono le Decretali di Papa Gregorio IX. Questo Pontefice incaricò Raimondo di Peñafort, salito poi all'onore degli altari, di raccogliere le cinque collezioni di decreti già emanate dai papi precedenti in un solo volume che ebbe appunto il titolo di Decretali, la cui promulgazione avvenne nel 1237.

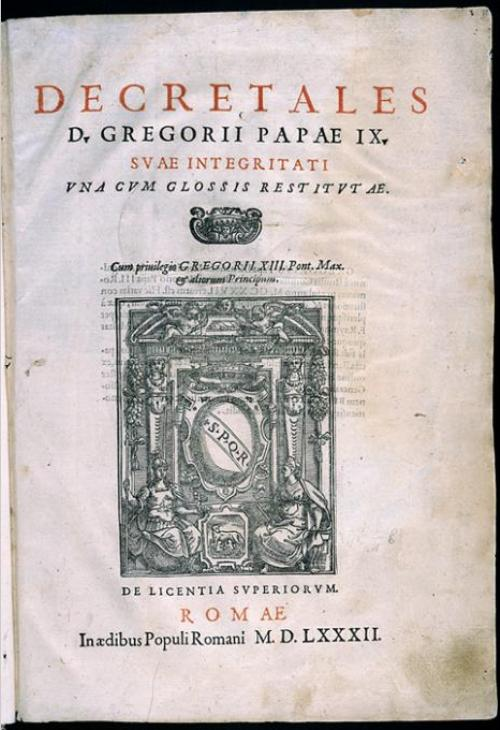
Frontespizio dei Decretali di Papa Gregorio IX.

Dalla lettura di esse si apprende, ad esempio, che venivano interpellate le ostetriche per decidere lo stato di verginità, e che queste venivano punite se non eseguivano il loro mandato secondo coscienza. Nelle stesse Decretali è detto che le ispezioni, in genere, dovevano essere eseguite ripetutamente, e da periti onesti e probi. Un argomento legale di particolare importanza, sia dal lato civile sia da quello religioso, concerneva la validità del matrimonio e la possibilità del suo annullamento, possibile se i referti medici affermavano uxor per ipsius corporis aspectumn probat contrarium (Trad. La moglie prova il contrario con il suo stesso aspetto fisico).
Connesso con questo argomento è quello dell'impotenza virile, che viene trattata col titolo De frigidis et maleficiatis et impotentia coeundi. "Frigidi" erano detti gli impotenti riconosciuti tali per cause naturali, mentre "maleficiati" erano coloro che si supponevano vittime di maleficio o di azione diabolica. Altri argomenti interessanti il nostro tema furono quelli riguardanti la legittimità dei figli, per diritto di figliolanza legittima o bastarda.
Anche allora fu la legislazione penale, ancor più di quella civile, ad aver bisogno di ricorrere al consiglio del medico: così, infatti, accadevano casi di morte sospetta e, specialmente, in sospetto di veneficio. Quando la vittima era stata uccisa da ferite, veniva chiamato il medico per stabilire la mortalità delle lesioni prodotte dal feritore. In alcuni casi si chiedeva al medico se l'imputato poteva sopportare gli strazi della tortura senza correre pericolo di vita, dato che, prima della sentenza, si poteva tormentare l'imputato, ma non lo si poteva uccidere. Così pure potevano essere chiamati a giudizio i medici allorché si trattasse di stregoneria o malefìci, campo nel quale però il soprannaturale cedeva sempre di fronte alla ipotesi di cause naturali.

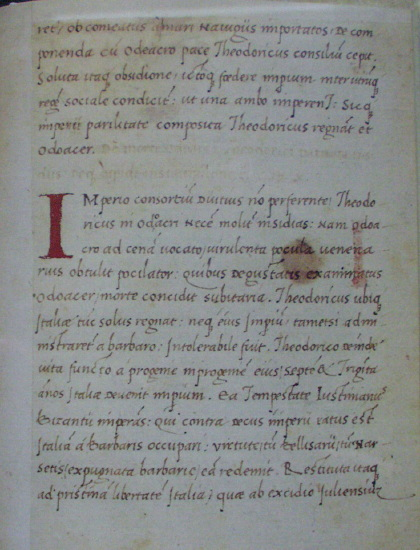
Pagina del Edictum Theodorici regis, importante raccolta di leggi promulgata da Teodorico il Grande.

Il giudizio per il risarcimento di ferite o percosse era spesso molto semplice ed escludeva, a volte, la perizia medica. Ad esempio, nella legislazione germanica, all'epoca dell'invasione dei barbari, in caso di ferita con frattura, si estraevano i frammenti ossei e si lasciavano cadere su di uno scudo metallico: se il rumore era percepibile a dodici passi, il ferito veniva indennizzato in una determinata misura; in caso contrario, l'indennizzo era ridotto alla metà. Nelle leggi di Rotari, una ferita del cuoio capelluto veniva indennizzata con sei soldi, mentre una frattura ne comportava dodici: è evidente pertanto che in questo caso occorreva la perizia di un medico. Altre volte la pena era proporzionata al danno estetico: nella stessa legislazione barbarica, la rottura di denti "che appaiono nel riso" si pagava sedici soldi; in caso contrario, otto. Nelle leggi di Teodorico le ferite erano computate a seconda che il sangue colasse o no per terra, se era accompagnata da frattura, se "transpunxerit aut intra costam plagaverit", se ledeva o asportava organi dei sensi, ascendendo fino a cento soldi di pena.
Così pure era punito il veneficio e la fattura, in diversa misura: col rogo e confisca dei beni, in caso di morte della vittima, con multa di 100 soldi o con il taglio di una mano, o l'avulsione di un occhio, se la vittima rimaneva "insanis vel demens"; in questi casi la decisione spettava a due medici e se i pareri erano discordi, se ne aggiungeva un terzo. A Pisa il nome del medico da inviare a fare la perizia veniva estratto tra tutti quelli esercenti nella città, e gli era corrisposta una paga da 5 a 20 soldi, in città, e da 10 a 20, fuori. Altre volte, invece, il medico non appare quale perito delle ferite e sembra piuttosto che fosse il giudice a osservare quante ferite fossero state inferte e da quali uscisse il sangue. Infine il medico veniva chiamato in giudizio a decidere della diagnosi di lebbra.
Di solito i Principi dettero importanza al referto del medico e lo dichiararono apertamente nelle loro leggi; Carlo Magno, dopo le dominazioni gote e longobarde, fu il primo a insistere su questo argomento.
In questo modo trascorse, in tutto il Medioevo, la vita di quella parte della scienza che dovrà chiamarsi medicina legale, e solo nel XVI secolo dovrà apparire il primo segno evidente di una sua maggiore organizzazione. Nello stesso ambito possono essere considerati anche i protomedicati, i quali avevano funzioni medico-legali, o meglio, di legislazione sanitaria.

## Il Rinascimento
Abbiamo già visto nel Medioevo che spunti di medicina legale si erano affacciati, sia pure imperfetti e sporadici, nel campo dell'arte sanitaria. Nel Rinascimento questi spunti prendono maggiore consistenza e si inquadrano meglio in limiti più definiti. Il chirurgo francese Ambrogio Paré (1509-1590) ebbe, nella sua vasta opera, qualche spunto di questa materia, tanto che alcuni storici vorrebbero riconoscerlo come primo scrittore di materia medico-legale. In verità egli scrisse alcuni capitoli sulla verginità e sulle asfissie, che possono offrire qualche interesse medico-legale: materia però da riconoscere insufficiente per fare del Paré un precursore di questa specialità. Nel 1543 il fiammingo Andrea Vesalio (Università degli Studi di Padova) pubblicò il primo libro della storia che conteneva figure anatomiche in tre dimensioni e dissezione dei cadaveri (il modo tradizionale di apprendere l'anatomia umana), così come faceva la pittura rinascimentale. La sua opera De humani corporis fabrica conquistò l’Europa.,
Così pure, a semplice titolo di curiosità, possono essere ricordati gli scritti di Jacques Guillemeau (1550-1613) e i due trattati sui mostri e sul parto ottimestre di Federico Bonaventura, giureconsulto di Urbino, che per il primo affermò la vitalità del feto di otto mesi, contro la comune asserzione. Ma nessuno di questi scritti può avere un reale valore fondamentale per la materia.
Tra la fine del XVI secolo e il principio del XVII, per una strana coincidenza di studi e per un susseguirsi di opere, si ha una fioritura di scritti medico-legali che, in meno di cinquant'anni, costituiscono una vera base di partenza alla specialità.

### Gianfilippo Ingrassia
Fu l'anatomico Gianfilippo Ingrassia, medico dottissimo e ricercatissimo, il primo a occuparsi, con molto fondamento, di medicina legale. Egli scrisse un'opera dal titolo Methodus dandi relationes che era già pronto per la stampa fino dal 1578 due anni prima della sua morte avvenuta nel 1580, ma che venne pubblicato soltanto nel 1914, quando il manoscritto riesumato venne dato alla stampa. In esso è trattato il tema delle mutilazioni, delle perizie per esonerare dalla tortura, il modo di esaminare i deformi e gli avvelenati, le disposizioni e i provvedimenti da usarsi per i lebbrosi, sia che dovessero essere espulsi dalla città, sia che dovessero essere chiusi in casa o che non dovessero essere ammessi ai pubblici ritrovi. Infine viene trattato il tema dell'impotenza sessuale e del maleficio, quello della primogenitura in caso di parti gemellari o plurigemellari.
Quest'opera veramente può dirsi fondamentale, in senso cronologico, per la specialità, sia per la varietà di argomenti che essa tratta, sia per la competenza dell'autore. Unica riserva che devesi giustamente osservare per quel che riguarda il suo valore effettivo, consiste nella constatazione della scarsa diffusione che essa ebbe a suo tempo.

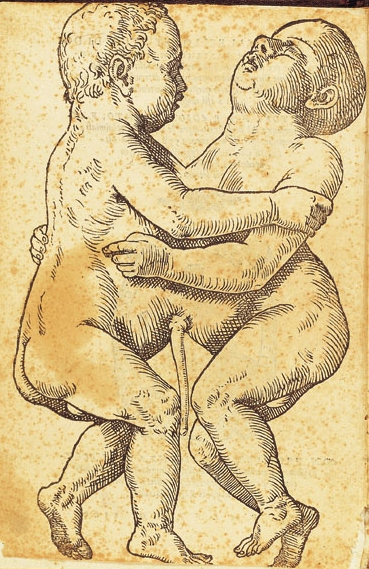
Incisione di un trattato sui "mostri" di Gianfilippo Ingrassia.

Quest'opera era stata preceduta dalle Constitutiones et capitula nec non jurisditiones regii protomedicati offici, emanate dall'Ingrassia nel ruolo di protomedico del regno di Sicilia, che serviva a elencare i doveri dei medici e a sancire il controllo del Protomedico sul loro operato.

### Fortunato Fedele
Il più antico trattato moderno di medicina legale è considerato da molti studiosi l'opera di Fortunato Fedele, allievo dell'Ingrassia, De relationibus medicorum libri quatuor. In quibus ea omnia, quae in forensibus, ac publicis causis medici referre solent, plenissime traduntur, pubblicata a Palermo nel 1602, ma composta attorno al 1595. Nel 1834 Gaetano Algeri-Fogliani, scopritore del manoscritto dell'Ingrassia nella Biblioteca comunale di Palermo, sostenne che il Fedele avesse plagiato l'Ingrassia, a cui sarebbe quindi spettato il titolo di padre della moderna medicina legale. Lo studioso russo Markus, dopo attento esame delle due opere, quella inedita dell'Ingrassia e il De relationibus medicorum del Fedele, concluse che si dovesse escludere il plagio in quanto, a differenza del manoscritto dell'Ingrassia, l'opera del Fedele era molto diversa per ampiezza, rigore scientifico e completezza, e che anzi rivelava una diretta conoscenza della medicina spiegabile soltanto con una ricca esperienza della pratica medico-legale.
L'opera del Fedele ebbe una notevole fortuna in tutta Europa: ne venne fatta una seconda edizione a Venezia nel 1617 e un'edizione molto accurata a Lipsia nel 1674.

### Giovanni Battista Codronchi

De morbis veneficis ac veneficiis, 1618.

Un altro tentativo di trattato medico-legale nacque in quell'epoca medesima per opera di Giovanni Battista Codronchi (1547-1628), medico imolese che terminò religiosamente la sua vita vestendo l'abito ecclesiastico a 70 anni. Fu autore assai noto di deontologia ed etica medica, avendo scritto in questo tema il libro De Christiana ac tuta medendi ratione (1591) e Casi di coscienza pertinenti a medici principalmente ed anco a infermieri a sani, ecc. (1589).
Lo scritto veramente interessante ha però il titolo  De morbis veneficis ac de veneficiis libri quatuor in quibus non solum certis rationibus veneficia dari demonstrantur sed eorum species causae signa et effectus nova metoda aperiuntur.. Esso venne pubblicato in Venezia nel 1595. Opera da citare non tanto per la qualità del contenuto, quanto perché in esso si trova il germe di un futuro ampliamento e svolgimento. Lo stesso Codronchi scrisse un'altra opera di interesse medico-legale dal titolo Methodus testificandi nella quale si intravede, più che non si possa nettamente stabilire, un vasto piano di medicina forense ancorché fosse soltanto allo stato di intuizione.
Siamo ancora però lontani dal poter affermare che la medicina legale si sia nettamente staccata dalla medicina generale. Essa infatti non è ancora costituita e sono sempre i medici generali che applicano la loro attività ad argomenti concernenti i quesiti forensi. Opere più complete di medicina legale furono pubblicate nel secolo seguente, gli autori delle quali cronologicamente appartengono sia al secolo XVI sia al XVII.

### Paolo Zacchia - Il Gigante della Medicina Legale
Paolo Zacchia nacque a Roma nel 1584. Fin dal 1621 aveva cominciato a pubblicare le sue Quaestiones medico-legales. Nel 1644 fu nominato archiatra e protomedico degli Stati Ecclesiastici. D'intelligenza eclettica, fu anche scrittore di versi e di musica, nonché pittore. Oltre alle Quaestiones medicolegales (Roma, 1621-1650) scrisse Il vitto quaresimale (Roma, 1637) e il De Malis hipocondriacis (Roma, 1639). L'opera sua principale ha il titolo Quaestiones medicolegates in quibus eae materiae medicae quae ad legates facultates pertinere videntur, pertractantur et resolvuntur (Roma 1621-1665; [Amsterdam] 1650). Il titolo esplicativo e dettagliato, come era l'uso del tempo, spiega a sufficienza il contenuto del testo. In esso si osservano esaurientemente tutte le materie mediche che concernono le questioni legali. L'opera è divisa in nove libri, complessivamente di un migliaio di pagine in folio, compreso l'indice copiosissimo, le quali esauriscono l'argomento della medicina legale in ogni sua particolarità. Le affermazioni sono tutte fatte in base all'autorità dei più noti teologi, giureconsulti, medici e filosofi. Sono riportate le sentenze e le opinioni di circa 200 tra i primi, altrettanti fra i secondi e più di un centinaio di autori illustri.

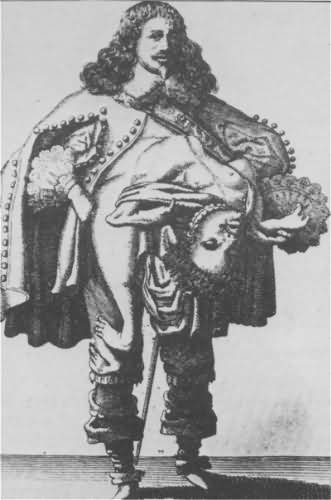
Lazzaro e Giovan Battista Colloredo, famosi gemelli siamesi italiani del XVII secolo.

Ogni libro tratta di un argomento determinato e si divide in più "titoli" i quali sono una specie di paragrafi, suddividenti l'argomento nelle sue varie parti. Ogni titolo, a sua volta, si divide in un numero variante di questioni (da 5 a 25) che contemplano particolarmente l'argomento nelle varie forme in cui esso si può presentare nella pratica comune.
- Il primo libro tratta delle varie età, del parto legittimo e vitale, della gravidanza, della superfetazione, della morte per causa del parto, della somiglianza o meno dei nati.
- Il secondo tratta delle varie malattie mentali, aggredendo la spinosa questione degli indemoniati ed esponendo in essa ragionevoli argomenti che sono un principio dei più moderni concetti su questo genere di malattie. Si passa poi a considerare i veleni, i venefici e tutto ciò che a essi concerne.
- Il terzo libro tratta dell'impotenza coeundi et generandi, delle simulazioni di malattie, della peste e del contagio.
- Il libro quarto tratta dei miracoli, della verginità e dello stupro.
- Il quinto libro parla del digiuno e della quaresima, delle ferite, della debolezza e mutilazione delle membra.
- Il sesto libro parla degli errori medici punibili dalla legge, delle pene e delle torture, della precedenza tra medico e giureconsulto.
- Il settimo libro si occupa dei mostri, se debbono essere considerati vitali e in quale considerazione debbano essere tenuti; degli offici divini, del debito coniugale, delle stimmate dei maghi, intrattenendosi sul quesito della loro natura e se possono essere prodotte artificialmente.
- Il libro ottavo tratta delle "irregolarità" e cioè delle malattie che impediscono l'ordinazione sacerdotale e la clausura.
- II libro nono riporta sessanta consigli e responsi, quali esempi pratici di quanto era già stato stabilito nei vari processi e nelle diverse contingenze presentatesi alla pratica comune.

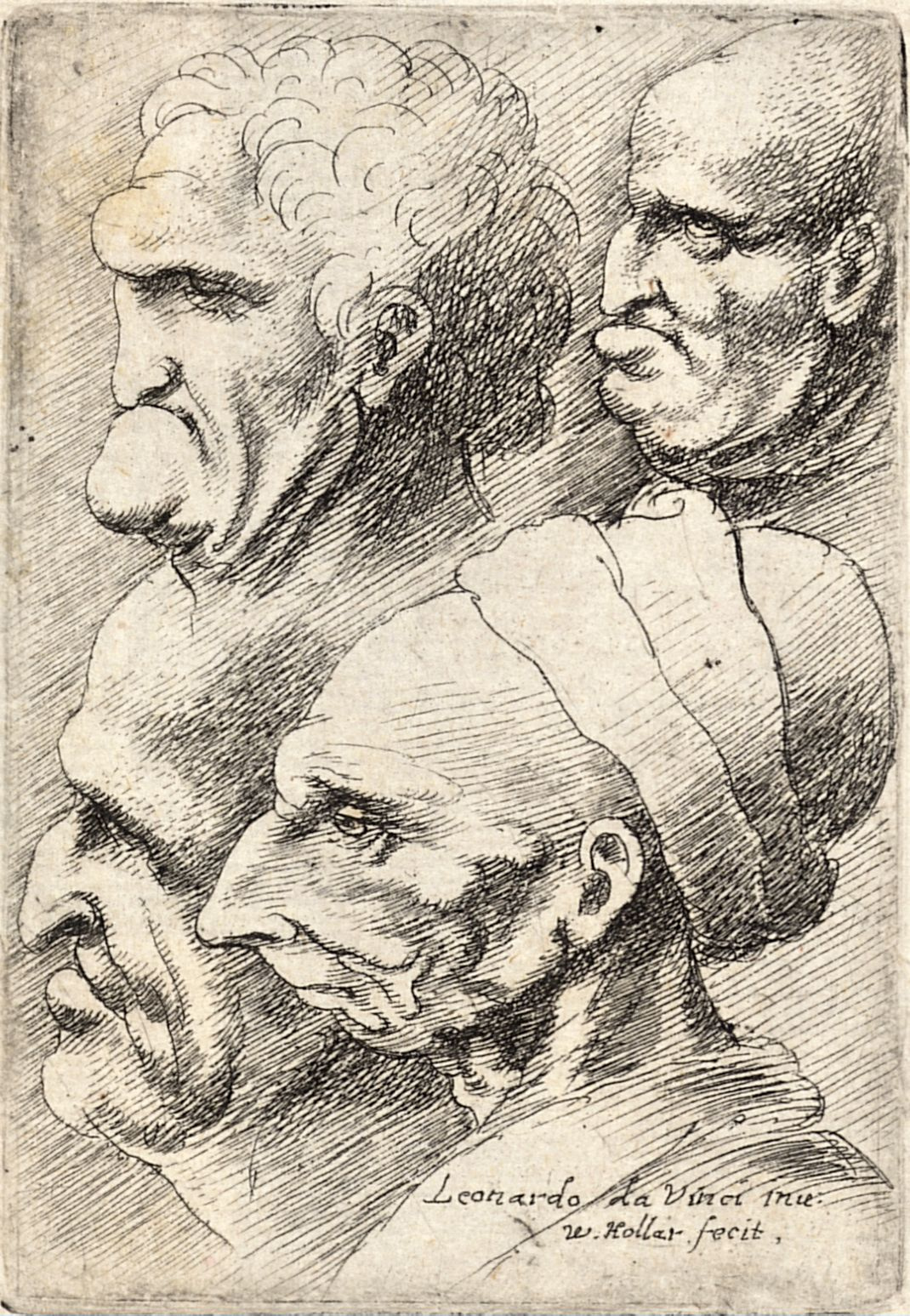
Le persone deformi furono oggetto di molto interesse anche in epoca rinascimentale.

Rappresentando l'opera dello Zacchia la parola del medico nel giudizio legale, ma, nello stesso tempo, non potendosi mettere in aperto contrasto verso le leggi stesse, è chiaro che l'autore, anche se avesse avuto un criterio di giudizio totalmente contrario a quello vigente nella sua epoca, non avrebbe trovato campo di esporlo in un'opera che doveva rappresentare la parola ufficiale in materia. Tuttavia, assai sovente fa capolino la giusta intuizione di taluni campi che, solo più tardi, dovranno essere più chiaramente illuminati. Tale, per esempio, il giudizio dell'autore sulla possessione diabolica, nel quale egli trova una specie di compromesso tra scienza e fede religiosa, compromesso che gli fa affermare essere gli umori melanconici i più adatti ad attirare l'ospite infernale.
Nell'opera dello Zacchia trovasi anche rispecchiata la dibattuta questione sulla animazione del feto e sull'epoca nella quale, durante la gestazione, l'anima entra nell'essere che si va formando. Nella spiegazione della formazione dei mostri, il medico imolese, seguendo l'opinione più diffusa, tende ad ammetterli quale frutto di accoppiamenti bestiali o addirittura col demonio. Incredulo, invece, si mostra verso altre affermazioni, quale, ad esempio, il giudizio della bara, specie di "giudizio di Dio" per scoprire la colpa dell'imputato. In altri termini si può affermare che anche negli argomenti che erano frutto immediato dei tempi, lo Zacchia porta una certa serenità di giudizio, quando non dimostra una chiara intuizione delle future concezioni patologiche.
Tutte le altre questioni sono trattate con sicura e profonda conoscenza dell'argomento, basata sulla testimonianza dei più celebri medici e giureconsulti nonché sulla esperienza pratica, vastissima, dei singoli casi. Non vi fu libro che riscuotesse maggiore plauso e maggiore fiducia: Haller, dopo circa un secolo e mezzo, ne parlava ancora e ne scriveva con vero entusiasmo, e Portal chiedeva che fosse ancora usato come testo in tutte le università di Francia; Pasteur lo lodava per la profonda erudizione.

## XVII secolo: scienza, giustizia e tortura

Cartesio, Tractatus de formatione foetus, 1672.

Altri autori si occuparono, sebbene in minor misura e con minore importanza, dello stesso argomento; tale, per esempio, Roderico de Castro, portoghese, nato a Lisbona nel 1546 e morto in Amburgo, nel 1627, dopo essere stato insegnante di filosofia e medicina in quella città fin dal 1596. Egli fu autore di un trattato Medicus politicus seu de oficiis medicopoliticis che fu pubblicato nel 1614 e nel quale egli espone il compito del medico chiamato a stendere le perizie di cui riporta la formula.
Un altro che si occupò di argomento medico legale fu Giovanni Bohn (1640-1718) il quale, in Germania, nel 1689 pubblicò un libro sull'esame delle ferite mortali, trattando tale soggetto in maniera veramente scientifica. Egli ebbe anche il merito di prescrivere il procedimento nelle autopsie medico-legali, nelle quali richiese che si procedesse all'apertura di tutte le cavità. Come si è visto, molteplice era l'ingerenza del medico negli argomenti legali; ma uno di questi, forse più degli altri può attirare la curiosità, anche se minore era, in fondo, l'importanza dal punto di vista puramente dottrinario: l'ufficio che il medico aveva nella esecuzione degli atti della cosiddetta "giustizia". E noto infatti, che, durante i processi, i giudici si potevano valere, come in realtà si valevano, della tortura per conoscere, o credere di conoscere, dall'imputato la verità che, appunto per il dolore, veniva troppo spesso falsata.

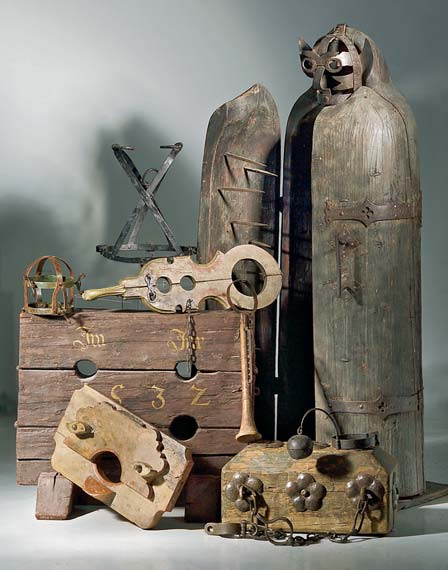
Alcuni strumenti di tortura.

Orbene, nell'applicazione di questo supplizio il giudice domandava al medico se l'imputato poteva esservi sottoposto: infatti parecchie infermità lo esoneravano da questo atroce procedimento giudiziario. Molte trattazioni furono compilate in questo periodo storico su tale particolare ufficio del medico; in dette opere, oltre a far presenti tutti i danni derivanti dalla tortura e la poca attendibilità delle risposte ottenute per mezzo di essa, si elencano le malattie che il medico può addurre a esonero dell'imputato.
La gravidanza prima di tutto, il puerperio, le mestruazioni, l'allattamento, l'isterismo, l'epilessia, l'ipocondria, la mania e il delirio; le malattie acute febbrili e particolarmente la pleurite, nonché i flussi di sangue compreso quello emorroidario; l'asma, la tubercolosi, l'ascite e persino l'obesità, poiché vi era pericolo di far rimanere i pazienti soffocati sotto le percosse; tutte le sindromi dolorose (podagra, coliche, artrite) la cachessia, l'itterizia, lo scorbuto, la scrofola, l'anasarca poiché le battiture degeneravano in gangrena; l'aneurisma, l'ernia, il prolasso rettale, la cecità, il sordomutismo. Il medico, infine, poteva esonerare anche dall'estremo supplizio coloro che erano affetti da malattia acuta pericolosa e i malati di mente.
Larga era quindi la pertinenza medica nel procedimento giudiziario: forse più di quanto comunemente non possa credersi. Un importante argomento riguardante la legislazione sanitaria nel XVII secolo fu quello della tubercolosi. Nel 1699 il Consiglio Generale della Sanità della Repubblica di Lucca ordinava che per l'avvenire "non segua danno né pregiudizio alla salute del corpo umano per causa delle robe che restano dopo la morte di persone infette da male di etisia e da altri simili ". Si fece radunare il Collegio dei medici, per conoscere il nome delle persone da loro curate per etisia negli ultimi sei mesi; e in quelle famiglie, senza alcun riguardo a nobiltà e a censo, si ordinarono disinfezioni, intese nel senso possibile per l'epoca, misure profilattiche, ecc. Ciò fu molto importante, anche perché tale provvedimento fu seguito, a non lunga scadenza, da consimili provvedimenti da parte di altri Stati.

## XVIII secolo: dalla ghigliottina alla nascita del concetto di igiene pubblica
Dopo il fondamentale incremento dato a questa materia dalla pubblicazione di Zacchia, la medicina legale non ebbe, nel secolo XVIII, un impulso parimenti notevole, anche se gli studi al riguardo meritano sempre una doverosa attenzione. Anche in questo secolo l'Italia tiene, in materia, un posto preminente, sia per il numero dei medici che si occuparono dell'argomento, sia per l'importanza dei soggetti presi in esame.
È pure da mettere in rilievo il fatto che, fin da quest'epoca, si agita il problema dell'insegnamento di cui dimostrò particolarmente la necessità Giuseppe Tortosa da Vicenza (1743-1811), il quale ne trattò nella sua Istituzione di Medicina forense (1801), insegnamento che, nella seconda metà del secolo, si impartiva nell'università di Pavia. Nel 1786, infatti, insegnava in quella università Giuseppe Ramponi che, professore di Istituzioni mediche fin dal 1771, divenne poi il titolare di patologia speciale, medicina e chirurgia forense e polizia medica. Il suo insegnamento durò fino al 1790 e venne proseguito da Giuseppe Raggi (1752-1816).
Gli argomenti che più comunemente erano trattati in quell'epoca furono: la morte per asfissia e per gas deleteri o per annegamento, le morti apparenti, i vari problemi attinenti alla chirurgia forense, oltre le trattazioni generali.

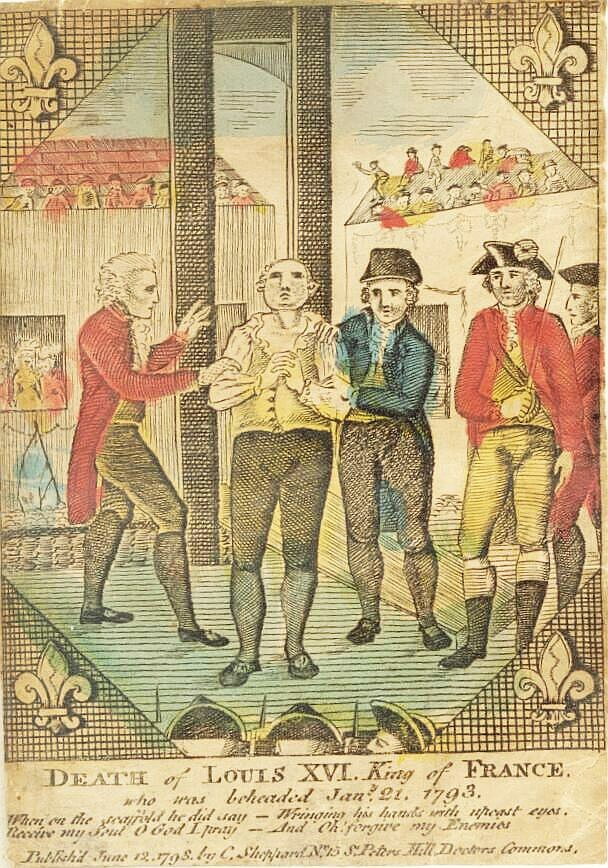
Luigi XVI viene condotto alla ghigliottina.

Un nuovo fatto, in tema di esecuzioni capitali, caratterizzò il secolo XVIII, e fu l'introduzione della ghigliottina, strumento studiato e presentato da due chirurghi, Antoine Louis (1723-1792) e Joseph-Ignace Guillotin (1738-1814), all'Accademia di Francia in sostituzione del vecchio sistema in uso. II macabro strumento, cui fu proposto il nome di "Luisine" (nome energicamente rifiutato dal Louis) prese invece quello dell'altro collaboratore.
Tra le opere di carattere generale, compilate in questa epoca, va ricordato il libro di Michele Bernardo Valentin che fu medico e naturalista, nato a Gießen (1657-1729). A cavaliere, per la lunga sua vita, tra i due secoli, pubblicò nel 1722 il suo Corpus juris medicolegalis e nel 1701 le Pandectae medicolegates, seu responsa medicoforentia, in tre volumi. Altri trattati degni di nota sono quelli dell'inglese Samuele Farr (1741-1795) e specialmente quello di Francesco Emanuele Fodéré, chirurgo nato a Saint-Jean-de-Maurienne nel 1764 e morto nel 1835. Insegnante di medicina legale a Strasburgo per ben venti anni dal 1814, fu autore dell'opera Les Lois eclairées par les sciences physiques (1798).
Per quanto riguarda i lavori italiani compiuti su argomenti vari di medicina legale, ricordiamo gli studi di Bassiano Carminati, (1750-1830) e di Giuseppe Antonio Testa per le morti per gas deleteri e per asfissia, quelli di Marcello Marin e di Eusebio Squario per la morte apparente, oppure quelli per la morte per annegamento, di Francesco Serao, il quale dimostrò che questa morte non dipende dalla materiale invasione dell'acqua nello stomaco e nei polmoni. Sono inoltre da ricordare Matteo Basani, Paolo Valcarenghi, Vincenzo Bonomi di Ferrara, protomedico che si occupò di deontologia, Tommaso Matteo Celoni, romano, che trattò di chirurgia forense. Tra coloro che, pur essendo versati in altri campi, si occuparono anche di questa materia, vanno ricordati: Antonio Cocchi, Andrea Pasta e, sopra tutti, Giacomo Bartolomeo Beccari (1682-1766) autore di "Consulti" medico-legali, conosciuti e apprezzati in Italia e all'estero.
In questo periodo si diffondono anche tutti i provvedimenti, bandi, ordinanze per la difesa dai contagi, per la bonifica delle zone malariche, per la vaiolizzazione, per l'igiene pubblica concernente gli ospedali, le carceri e altri luoghi di pubblico servizio.

## XIX secolo: la medicina legale come scienza sociale
Già con l'opera di Bernardino Ramazzini la medicina era entrata più francamente nella compagine sociale, recando i benefici dei suoi studi e delle sue osservazioni a un più vasto campo che non fosse quello, già vasto, dei malati. L'azione del medico che, con il più chiaro esempio di Paolo Zacchia, erasi affiancata alle leggi per illuminare il legislatore sulla applicazione di esse, si era andata estendendo ad altri problemi i quali, non meno che nell'ambito propriamente legale, richiedevano la parola del sanitario per proteggere e per difendere da oscuri pericoli la salute della massa in generale e di talune classi in particolare.
La medicina entra, in tal modo, in funzione nettamente sociale arrogando allo Stato non solo il compito di tutela della popolazione per mezzo di leggi civili e penali, ma pure della pubblica salute, sia in casi di calamità, sia in condizioni normali per prevenire le calamità stesse o per prevenire danni concernenti determinate categorie. Un'opera così vasta, delineata dal punto di vista medico dal Ramazzini e applicata alla organizzazione statale da Frank il quale aveva fatto suo il concetto espresso da Mirabeau, prende maggiore piede nel XIX secolo, entrando in particolari azioni e prendendo sotto la sua giurisprudenza argomenti che, o erano sfuggiti, o erano stati osservati con non sufficiente attenzione.
Il progredire delle scienze sussidiarie, le migliori conoscenze di biologia, di tossicologia, di anatomia patologica e di igiene dettero miglior agio alla medicina legale di applicare le sue ricerche a un più vasto campo di azione. In tal modo il concetto ristretto alla denominazione di "Medicina legale" deve essere più vastamente esteso, e precisamente nel senso in cui si espresse Francesco Puccinotti nel finire la sua prolusione all'insegnamento pisano di questa materia: "Verrà tempo cui le scienze che non avranno relazione con la cosa pubblica, cadranno, e guai alla medicina se non si troverà allora quale astro di primo ordine nel firmamento sociale ".

## Dal XIX secolo al XX secolo: l'esperienza italiana a confronto con quella europea

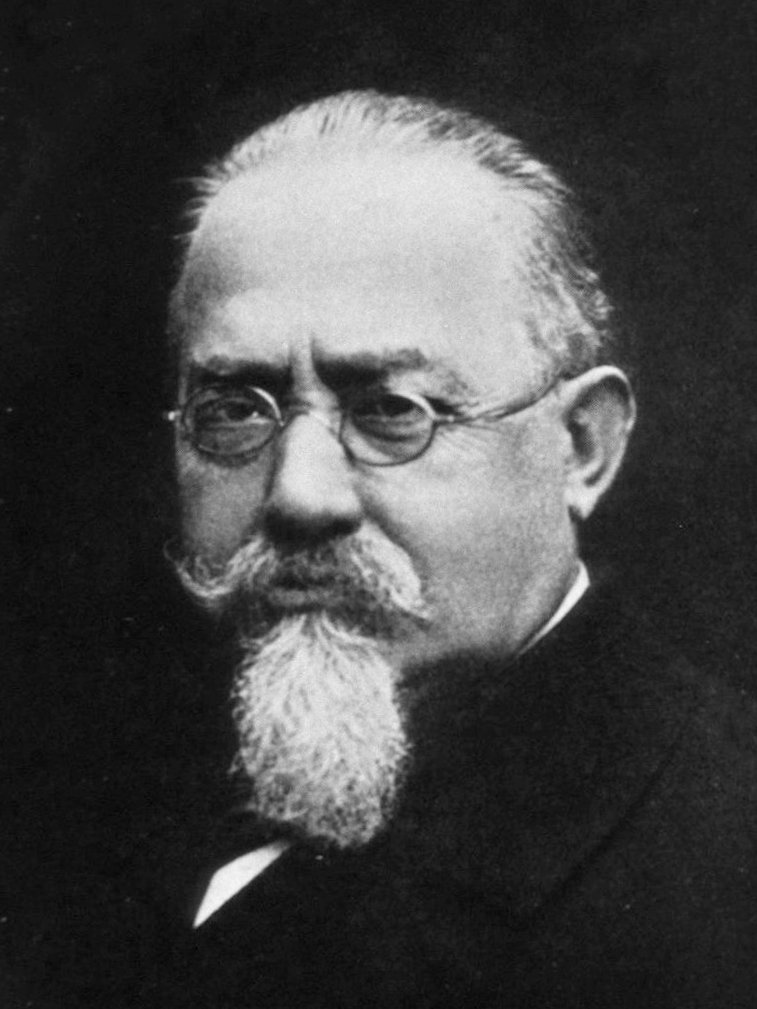
Cesare Lombroso, uno dei padri della criminologia.

La medicina legale trovò in Italia il suo migliore fiorire; nata per merito di italiani, ebbe per la geniale attività degli stessi, il suo ulteriore incremento, fino a raggiungere lo stato attuale, con le molteplici espressioni di medicina pubblica, politica, corporativa. Uno dei più importanti impulsi dato a questo genere di studi fu certamente costituito dall'opera di Cesare Lombroso, per la quale sorge la nuova figura del criminale e con essa la nuova concezione legale concernente il suo operato. Connessa a questa nuova concezione è tutta la serie di ricerche che condussero alla costituzione della polizia scientifica, basata su concetti ben determinati e tali da inquadrare questa importante attività dello Stato nei limiti di una vera scienza che si giova di numerosi apporti di ricerche e scoperte di scienze collaterali. Importanti furono anche quelle ricerche concernenti lo studio della identità che egli raccolse nel libro La medicina legale del cadavere. Per quanto riguarda il più vasto campo della medicina sociale, non vanno dimenticati i suoi studi sulla pellagra e sul cretinismo.
Un nuovo aspetto di questa dottrina fu quello dedicato alle assicurazioni e all'infortunistica, merito particolare di Lorenzo Borri che, seguendo l'indirizzo del Filippi, applicò la medicina legale a tutte quelle questioni giuridiche che richiedessero il giudizio del medico. Si vennero a impiantare, in tal modo, i primi fondamenti di una semeiotica medico-legale e a porre le basi del concetto di infortunio, distinto da quello di malattia professionale. Se, cronologicamente, la legislazione sulle assicurazioni sociali e infortuni sorse in Italia in epoca posteriore a quella in cui ebbe vita nelle altre Nazioni, non è vero, per questo, che l'Italia abbia copiato quelle straniere.
Il fatto è che mentre da noi l'argomento, preso in esame in epoche anteriori, aveva suscitato uno scarso interesse ed era rimasto limitato a una ristretta cerchia di studiosi, in Paesi di maggiore attività industriale ebbe più facile terreno di sviluppo e di attuazione. Così, per esempio, in Svizzera, tale legislazione venne emanata nel 1877, in Germania nel 1884 e dal 1878 al 1898, in Austria, Norvegia, Finlandia, Inghilterra e Danimarca.
L'Italia, nell'attuazione pratica di questo concetto, fu, cronologicamente, l'ultima poiché la legge di assicurazione sugli infortuni venne promulgata il 17 marzo 1898, dopo aspri dibattiti parlamentari, e presentò subito manchevolezze, tanto che dovette essere successivamente ripresa in esame a partire dal 1901.

### La scuola austriaca
L'incremento veramente poderoso che, sia in Italia sia in altri Paesi, ebbe questa disciplina, richiese istituzione di cattedre per l'insegnamento e, in seguito, di istituti sperimentali universitari per il completamento dell'insegnamento. Le scuole più importanti in tale materia furono quelle di Josef Maschka (1820-1899) a Praga e quella celebre di Vienna, fondata da Eduard Ritter von Hofmann (1837-1897). L'istituto viennese, per la meravigliosa attività del suo direttore, per il numero e la qualità degli allievi, per l'ingente materiale di osservazione ivi raccolto, tenne, in quell'epoca, il primato europeo. Numerosi lavori furono eseguiti in esso, e particolare importanza acquistarono quelli riguardanti le morti improvvise e quelle da asfissia, la traumatologia, ecc.

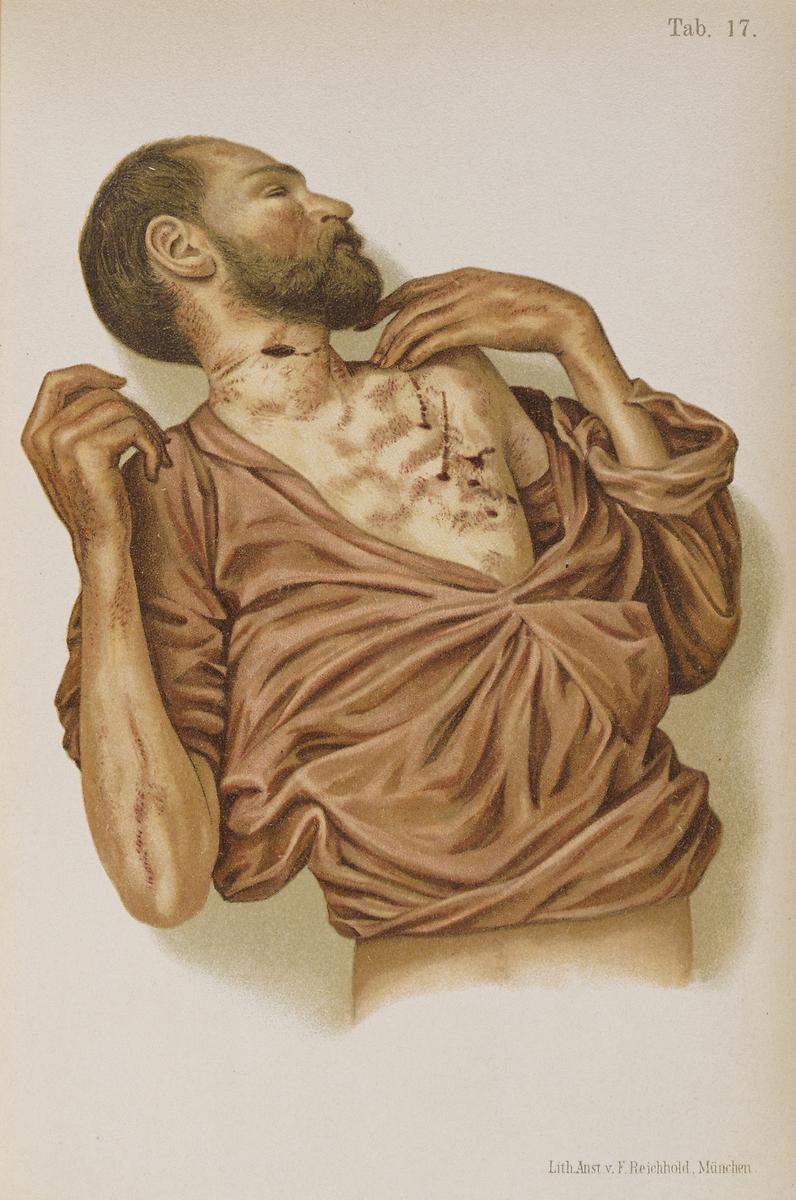
Il famoso trattato di von Hofmann contiene accurate tavole raffiguranti morti non naturali.

In Italia, in gara con l'istituto viennese, può essere ricordato quello di Firenze, città dove sorse l'insegnamento medico-legale, fin dai 1819, anno in cui, con sovrano motu proprio, venne nominato professore della materia Giovanni Battista Mazzoni. Egli tenne la cattedra fino al 1829, e in seguito si andò formando un più ampio centro di studio, un vero istituto cui venne annesso un laboratorio sperimentale. Esso precedette quello viennese (essendo questo sorto nel 1839-40) ed ebbe il primo incremento da Ranieri Bellini, prima, e poi da Angiolo Filippi. Fornito di abbondantissimo materiale clinico e tanatologico dall'ospedale di Santa Maria Nuova, materiale che fu oggetto di numerosi studi e pubblicazioni, il laboratorio ebbe larghissima e feconda attività. La scuola italiana dalla quale provennero gli studiosi che dovevano espandersi in tutto il territorio nazionale e creare i nuovi centri di studio, fu comunque quella di Giacomo Barzellotti, senese (1768-1839), che fu fondata nei primi anni del secolo, e fu così feconda di ottimi frutti.

### La scuola francese
In Francia la medicina legale ebbe sempre, nel XIX secolo, intime relazioni con l'igiene, particolarmente con quegli argomenti concernenti la patologia del lavoro e gli accertamenti medico-legali in rapporto con le malattie professionali. Espressione di questa attività fu il periodico Annales d'hygiène publique et de médecine légale che si rese benemerito per questa speciale attività scientifica. I più significativi esponenti di questa disciplina nell'Oltralpe furono Paul Camille Hippolyte Brouardel (1837-1906) e Alexandre Lacassagne (1843-1924), i quali con le loro scuole, rispettivamente, di Parigi e di Lione seppero mantenere alto il prestigio culturale francese anche in questo campo. Di pari passo col fiorire delle scuole, si sviluppò la letteratura medico-legale, dalla compilazione dei trattati agli studi di argomenti più particolari. Sono da ricordare quelli dei già citati Paolo Brouardel a Parigi, Etienne Martin e Alexandre Lacassagne a Lione, i quali continuarono degnamente questa tradizione nei tempi più prossimi.

### La scuola britannica
In Inghilterra lo studio medico legale ha seguito l'impronta datagli dal Taylor. Riassumendo quanto abbiamo rapidamente esposto, la medicina legale, in questi ultimi tempi, conservando il primitivo carattere impressole dai maestri italiani dai quali trae origine, si addentra sempre maggiormente nella vita della Nazione, prendendo in studio argomenti più particolari e specifici, traendo maggiore sviluppo nel campo infortunistico e in quello delle assicurazioni, esaminando più minutamente i vari aspetti sociali nei riguardi della salute pubblica e delle singole classi.

### I Trattati di medicina legale più diffusi in Europa
In Italia vanno ricordati i manuali e trattati di Lorenzo Martini (1829), Pietro Perrone (1826), Francesco Freschi (1846), fino a quello, migliore fra tutti, del Giuseppe Lazzaretti (1812-1882), mentre all'estero è da ricordare il trattato di Hofmann (1878), di Henke, di Mende (in cinque volumi, dal 1819 al 1830) e di Strassmann.

## Personaggi di spicco del panorama medico-legale italiano
Numerosi sono stati gli autori che si sono occupati dell'argomento in tutte le Nazioni. I seguenti nomi sono coloro che debbono essere ricordati in Italia, come più significativi esponenti in questo campo, sia per essere stati, cronologicamente, i primi pionieri del nuovo aspetto che andava assumendo tale disciplina, sia per esserne stati illustri cultori.
- Gaetano Gaspare Uttini (1738-1817): fu il primo professore di medicina legale a Bologna;
- Giacomo Barzellotti (1768-1839): nel 1831 insegnante a Pisa, fu autore di molteplici lavori a carattere igienico sociale e assicurativo;
- Pietro Betti (1784-1863): dal 1838 fu sopraintendente alle infermerie di Santa Maria Nuova, nonché strenuo propugnatore di questa disciplina, del suo insegnamento e del suo pratico esercizio;
- Alessandro Corticelli (1802-1873): medico e clinico, fu insegnante di medicina legale a Firenze dal 1862;
- Giuseppangelo Del Forno: fu il secondo insegnante di questa materia a Napoli, succedendo a Salvatore Ronchi nel 1815 e tenendo la cattedra fino al 1847, anno in cui morì;
- Giuseppe Romanelli (1770-1842): successe al Mazzoni, nel 1829, nell'insegnamento a Firenze;
- Luigi De Crecchio: insegnante a Napoli poco dopo il 1860, dove fu eletto titolare nel 1868, fondò in quella università il primo istituto di medicina legale col semplice nome di "Gabinetto";
- Francesco Rognetta (1800-1857): sebbene fosse un oftalmologo a Parigi, si dedicò con particolare competenza alla tossicologia e in special modo agli avvelenamenti arsenicali dal punto di vista medico-legale;
- Ranieri Bellini (1817-1878): fiorentino e insegnante a Firenze, si segnalò per avere coltivato la tossicologia, argomento su cui scrisse un volume;
- Valeriano Luigi Brera (1772-1840): noto patologo, successore dello Uttini alla cattedra bolognese;
- Francesco Puccinotti (1794-1872): insigne storico della medicina, fu clinico e anche medico legale, nonché autore di un libro di lezioni in materia;
- Francesco Roncati (1832-1906): fu psichiatra e cultore anch'esso di questo argomento;
- Giovanni Gandolfi (1806-1875): insegnante a Modena per la facoltà di medicina e di giurisprudenza dal 1851 e quindi a Pavia, dal 1863, fu autore di un trattato contenente una originale concezione della materia;
- Giuseppe Ziino (1841-1915): fu professore d'igiene e medicina legale a Messina;
- Giuseppe Lazzaretti (1812-1882): fu autore di un "Corso pratico di medicina legale" e maestro di Angiolo Filippi;
- Angiolo Filippi (1836-1905): fu uno dei maggiori esponenti della medicina legale italiana e autore di molti scritti assai pregiati, dalla cui scuola provennero allievi i quali diventarono, a loro volta, maestri;
- Cesare Lombroso: da ricordare per i nuovi criteri introdotti nello studio della criminologia, della polizia scientifica e della identità;
- Cesare Biondi (1867-1936): autore di un trattato di medicina legale e di un manuale di semeiotica e diagnostica;
- Annibale Montalti (1857-1922): fu insegnante a Palermo e collaboratore, col Filippi e il Severi, a un famoso manuale di medicina legale pubblicato nel 1889;
- Alberto Severi: fu professore all'università di Genova, dove pose le basi di un laboratorio sperimentale e divise la cattedra di medicina legale da quella di materia medica e tossicologia a cui era unita;
- Lorenzo Borri (1864-1923): successore del Filippi nella cattedra di Firenze (1906), si rese particolarmente noto per l'interesse con il quale si applicò agli studi di infortunistica e della medicina assicurativa, campo nel quale esplicò un'intensa attività dal 1898 fino all'anno della sua morte;
- Gian Giacomo Perrando (1866-1939): fu insegnante a Genova, dove successe al Severi, e fondatore in Catania, nel 1905, della scuola per i periti giudiziari;
- Salvatore Ottolenghi (1861-1933): fu allievo della scuola lombrosiana, di cui seguì l'indirizzo nel proprio insegnamento a Roma.

A questi nomi seguirono altri, parimenti degni di ricordo, di scienziati che tengono ancora alto l'onore della medicina legale italiana.

## Personaggi di spicco del panorama medico-legale europeo
Anche le altre Nazioni ebbero illustri cultori di questa disciplina. Tra i tedeschi vanno ricordati:
- Henke (1775-1843): scrisse un trattato che ebbe largo successo;
- Carl Liman (1818-1891): fu autore anch'egli di un manuale assai importante per l'ampia casistica riportata;
- Ludwig Julius Caspar Mende (1779-1832): autore di un grosso trattato in cinque volumi (1819-1830), fu studioso particolarmente di problemi riguardanti la gravidanza e il parto;
- Fritz Strassmann (1838-1931): continuatore delle tradizioni di Casper e Liman, autore di un manuale che fu tradotto in russo e in italiano, e studioso di problemi sessuali;
- Eduard Ritter von Hofmann (1837-1897): già ricordato per l'ampia attività sua e del suo istituto di Vienna, fu autore di un manuale e di importanti lavori dedicati a singoli argomenti;
- Paul Dittrich (1859-1936): lavorò come insegnante a Praga fin dal 1895;
- Max Richter (1867-1932): fu fondatore a Monaco dell'istituto di medicina legale e autore di un volume di diagnostica e tecnica medico-legale;
- Josef Maschka (1820-1899): fondò a Praga una fiorentissima scuola, dalla quale uscirono numerosissimi lavori.

Tra gli studiosi inglesi sono da ricordare:
- Alfred Swaine Taylor (1806-1880): è stato il maggiore esponente nella sua patria di questo genere di studi, specialmente nel campo della tossicologia; fu inoltre il primo insegnante di tale materia in Inghilterra, ove può essere considerato il fondatore della scuola medico-legale;
- Robert Christison (1797-1882): farmacologo in Edimburgo;
- Theodore George Wormley (1816-1894): di origine americana, si mise in luce per gli studi tossicologici.

I medici legali francesi più eminenti sono:
- Auguste Ambroise Tardieu (1818-1879): docente di medicina forense a Parigi, era noto per le sue mirabili perizie;
- Paul Camille Hippolyte Brouardel (1837-1906): patologo a Parigi, subentrò a Tardieu nel 1879;
- Alexandre Lacassagne (1843-1924): fu il fondatore della scuola di criminologia di Lione, principale concorrente di quella italiana capeggiata da Lombroso.

Infine è da ricordare Moreton Stille, di origine svedese, nato a Filadelfia (1822-1855) che viaggiò moltissimo per istruzione e che pubblicò un libro dal titolo "La giurisprudenza medica " in collaborazione con Francis Wharton.

## XX secolo
A partire dal secolo scorso le ricerche e le scoperte di scienze collaterali hanno recato innumerevoli vantaggi al migliore raggiungimento degli scopi prefissi dalla medicina legale. Non è il caso di intrattenerci su tutte quelle nozioni che fanno parte del dottrinario attuale di questa scienza. Ci limitiamo quindi a ricordare semplicemente qualcuna delle più interessanti, quali la modificazione elettrolitica di Thorpe nella prova di Marsh-Berzelius per l'arsenico, il metodo di Stas-Otto-Dragendorff negli avvelenamenti da alcaloidi, il metodo spettroscopico di Hartridge (1912) per la ricerca di tracce minutissime di ossido di carbonio nel sangue, la "prova delle precipitine" ideata da Uhlenhuth e Nuttal per l'identificazione delle macchie di sangue (1925), la ricerca della paternità per mezzo dei gruppi sanguigni (1921).
L'importante capitolo della tossicologia ha raggiunto perfezioni veramente ammirevoli, fino ad arrivare alla microchimica dei veleni, per opera di Theodore George Wormley. La traumatologia ha pure essa progredito, specialmente nel campo delle ferite da arma da fuoco, potendosi giungere fino alla identificazione dell'arma che ha colpito, dalle rigature della canna rimaste impresse nel proiettile.
A fronte di tali scoperte, si può segnalare l'attività svolta dalle società scientifiche. In Italia, nel 1897 nasceva l'Associazione Italiana di Medicina Legale il cui primo presidente fu il Prof. Cesare Lombroso; essa divenne nel 1947 la  Società Italiana di Medicina Legale e delle Assicurazioni (SIMLA) (archiviato dall'url originale il 2 febbraio 2011). e dopo il primo Congresso a Torino (1898) si succedettero i Congressi di Genova (1913), Firenze (1927), Bologna (1930), Roma (1933), Milano (1935), Napoli (1937), Padova (1940), Siena (1947), Parma (1949), e con cadenza triennale fino ai giorni nostri. Nel 1924 la Società tramite Attilio Cevidalli fondò a Padova la prima scuola di specializzazione in medicina legale. Nel corso degli anni, la Società che fu presieduta, tra gli altri dai proff. Cesare Gerin, Francesco Introna, Mauro Barni, Antonio Fornari, ha sviluppato soprattutto l'insegnamento della disciplina. L'organo di stampa dell'associazione è la "Rivista italiana di Medicina legale".
MEDICINA LEGALE ASSICURATIVA
Sul finire del XX° secolo lo sviluppo della circolazione a motore e conseguentemente dell’obbligo di assicurazione coinvolge milioni di persone e porta allo sviluppo di una branca della medicina legale finalizzata alla valutazione del danno alla persona conseguente da sinistri stradali: la MEDICINA LEGALE ASSICURATIVA.
Si sviluppa così una crescente necessità di approfondire questi nuovi temi e in diversi paesi dell’Europa nascono specifiche associazioni scientifiche: in Francia l’Aredoc Association pour l'étude de la réparation du Commage Corporel e la FFAMCE Associations de Médecins Conseils Experts en évaluation du dommage corporel, in Spagna la SEVDC Sociedad Española de Valoración del Daño Corporal  e l’AMES Asociación Española de Medicina del Seguro, in Portogallo l’Apadac Associação Portuguesa de Avaliação do Dano Corporal , in Belgio l’ABENC Association Belge des Médecins-Conseils Experts , in Italia la Società Scientifica Melchiorre Gioia.

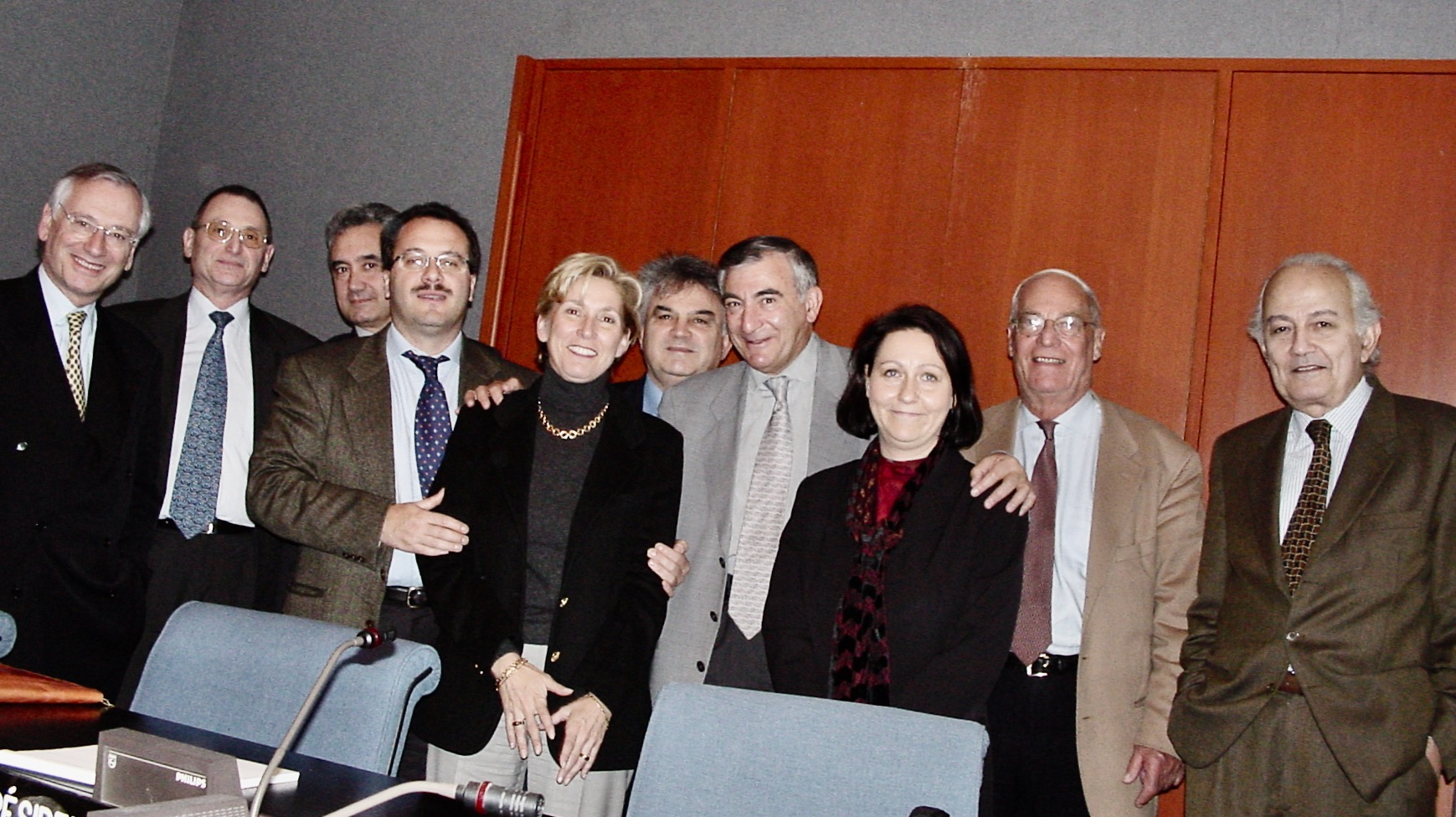
Parigi 2000 - Direttivo Ceredoc, Da sn: Edouard Attamian, André Tomadini, Carlos Sauca, Giovanni Cannavò, Hélène Hugues Bejui, Juan Guiscafrè, Pierre Lucas, Isabelle Bessiéeres-Roques, Paul Stheman, Raimond Chouaib.

Alcune di queste associazioni danno vita ad una Confederazione Europea, la CEREDOC Confédération d'associations nationales de médecins experts ( https://www.ceredoc.eu ), che si pone come specifico obiettivo, anche sulla base della pubblicazione della IV Direttiva Europea IV Direttiva (2000/26/CE del Parlamento europeo e del Consiglio del 16 maggio 2000), quello di favorire l’armonizzazione continentale tra i vari sistemi nazionali, spesso profondamente difformi tra di loro. La Confederazione dà il proprio contributo con la pubblicazione di un barème europeo e partecipando a congressi, seminari di studio e programmi scientifici dell’Unione Europea.
In Italia la consacrazione del concetto di Danno Biologico, Danno non Patrimoniale, introdotto con la sentenza del Tribunale di Genova del 25 maggio 1974, che superava i criteri della giurisprudenza tradizionale che si rifaceva al Codice Civile del 1942 che considerava il danno alla persona come danno essenzialmente reddituale (Danno Patrimoniale), apre nuovi scenari dal punto di vista giuridico e medico legale.
Questa importante innovazione porterà allo sviluppo di un ampio dibattito favorendo il fiorire di convegni, seminari di studio  con lo scopo di approfondire le tematiche inerenti al risarcimento del danno alla persona.

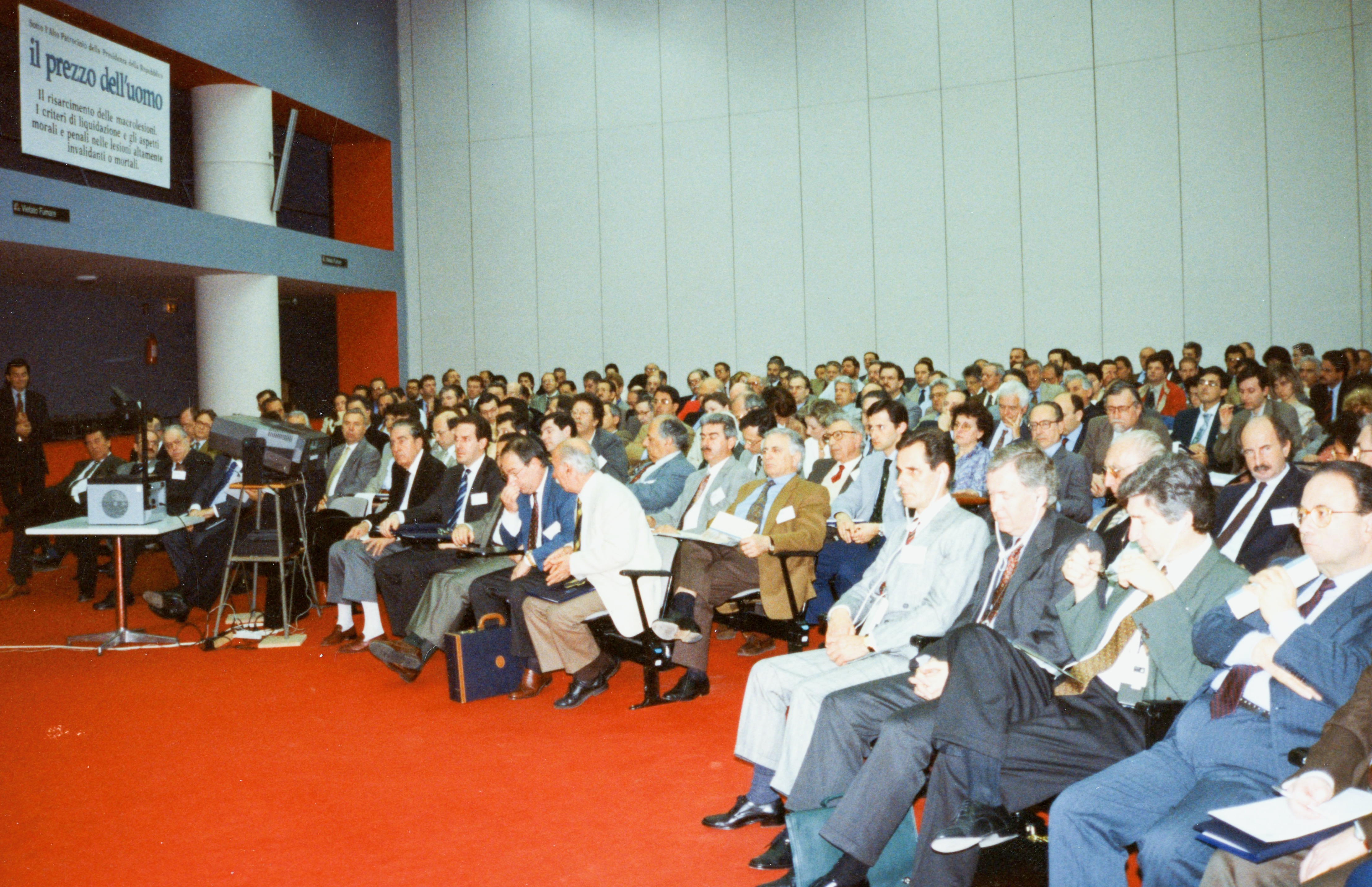
Pisa, Maggio 1994- Congresso Nazionale Melchiorre Gioia "Il prezzo dell'uomo" sul macrodanno che si svolge sotto l'alto patrocinio del Presidente della Repubblica

Ruolo importante in quel periodo assume la Scuola Pisana caratterizzata  da una composizione multidisciplinare con protagonisti i giuristi: prof. Francesco Donato Busnelli Professore ordinario di Diritto Civile  e il prof. Giovanni Comandé Professore Ordinario di Diritto Privato comparato, entrambi della Scuola Superiore di Studi Universitari e di Perfezionamento S. Anna di Pisa, il dr. Antonio Nannipieri magistrato, i medici legali: prof. Marino Bargagna Ordinario di Medicina Legale dell’Università di Pisa, (autore di un autorevole  barème), dr. Giovanni Cannavò, medico legale, fondatore della neo costituita Società Scientifica Melchiorre Gioia (1992-Pisa).
Il dibattito che si sviluppa in quegli anni è caratterizzato in tutta Europa non solo dal principio di uniformità normativa tra i vari paesi dell’Unione ma anche da quello di un equo risarcimento che veda rispettato il criterio della gravità della lesione, a fronte di una realtà dove molte delle risorse economiche disponibili vengono disperse nel risarcire i danni di lieve entità, le cosiddette “micropermanenti”, con una conseguente non adeguata tutela dei macrolesi.
I primi decenni del XXI° secolo grazie all’attività scientifica delle Associazioni su indicate ( https://www.melchiorregioia.it/mailing_mgioia/maggio-2019-roma/pdf/PROGRAMMA_ANNUAL_MEETING-2019.pdf ) vedono un significativo miglioramento del quadro generale con maggiore attenzione ai bisogni dei gravi danneggiati in particolare: cerebrolesi, mielosesi e amputati, ma anche di quelli delle famiglie che spesso sopportano il maggior onere dell’assistenza quotidiana al congiunto.
E nel nuovo millennio il ruolo della Medicina Legale Assicurativa viene ulteriormente valorizzato dal forte sviluppo della previdenza e della sanità integrativa sia tramite polizze collettive che individuali che vanno a coprire quegli spazi progressivamente lasciati vuoti da un sistema assistenziale pubblico che arretra progressivamente facendo venir meno quella tutela che nel XX° secolo è stato garantito dal sistema del Welfare State. Si va così realizzando quel concetto di Terzo Pilastro sulla Sicurezza Sociale, già operante in alcuni paesi dell’Europa, dove alle tutele statali e professionali si aggiungono quelle individuali con polizze assicurative private.
L’ultimo mezzo secolo ha di fatto creato due diverse figure professionali nell’ambito della medicina legale: quella del patologo forense, custode delle conoscenze tradizionali esperto di tanatologia, tossicologia, genetica, ecc. Quella del medico legale assicurativo competente nella valutazione del danno alla persona nel campo della responsabilità penale, civile (generale, auto, sanitaria), assicurativo sociale e privato.